# Akysis ephippifer
Akysis ephippifer е вид лъчеперка от семейство Akysidae.

## Разпространение
Този вид е разпространен във Виетнам и Камбоджа.